# Анаіда Полієв
Анаіда Полієв або Пуальєвр (уроджена Галіндо; 1986 або 1987) зазвичай Ана - канадська політична діячка, видавець інтернет-журналів, дружина лідера Консервативної партії Канади П'єра Полієва.

## Раннє життя та освіта
Полієв народилася або в 1986, або в 1987 році в Каракасі, Венесуела, в сім'ї банківського менеджера. У 1995 році, коли їй було вісім років, її родина переїхала до Пуент-о-Трембл, Монреаль, Квебек. У Монреалі її батько працював на фермі, збираючи фрукти та овочі.
Вона вивчала комунікації в Оттавському університеті.
Анаіда Полієв розмовляє рідною іспанською мовою, а також французькою та англійською.

## Кар'єра
Після роботи у сфері роздрібної торгівлі та обслуговування клієнтів у 2008 році, у віці 20 років, вона працювала радником з парламентських питань у Сенаті Канади, а потім перейшла на роботу до Палати громад Канади. У 2013 році Полієв почала працювати на Клода Каріньяна радником з питань закордонних справ.
Вона є співзасновником онлайн-журналу про стиль життя Pretty and Smart Co.
У березні 2023 року конспіролог Кріс Скай неправдиво заявив у Twitter, що Полієв була генеральним директором Switch Health, компанії, яка виграла контракти від уряду Канади на проведення тестування на COVID-19. Свої твердження Скай ґрунтував на даних програмного забезпечення для штучного інтелекту ChatGPT.

## Особисте життя і погляди

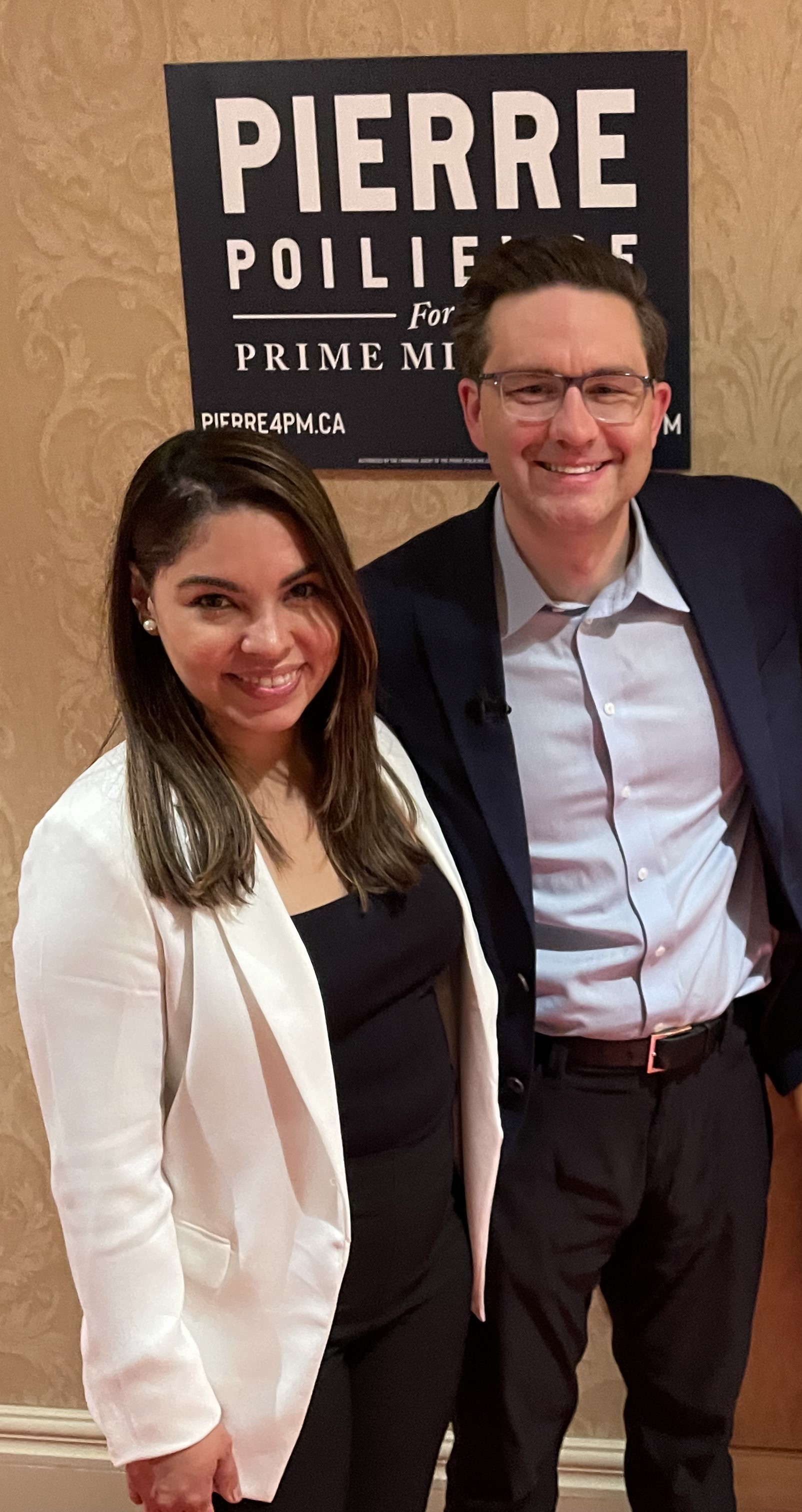
Полієв з чоловіком на одному зі своїх передвиборчих мітингів у квітні 2022 року

Анаіда Полієв вийшла заміж за П'єра Полієва у 2017 році в Сінтрі, Португалія. На початку пандемії COVID-19 вона підтримувала обмеження, але згодом стала критично ставитися до заходів громадської охорони здоров'я в Канаді. Анаіда бере активну участь у політичному житті П'єра, відвідуючи з ним заходи та беручи участь у рекламній кампанії Консервативної партії у серпні 2023 року.
У Анаіди Полієв та її чоловіка двоє дітей. Анаіда та її родина живуть у Грілі, Онтаріо, вона володіє нерухомістю в Орлеані, Оттава.

## Погрози зґвалтування
У вересні 2022 року Джеремі Маккензі, ультраправий лідер інтернет-спільноти Diagolon, розповів про зґвалтування Полієв. Чоловік Полієв П'єр передав ці коментарі до Королівської канадської кінної поліції (КККП). Прем'єр-міністр Джастін Трюдо сказав: «Ніхто і ніколи не повинен піддаватися погрозам насильства або ненависті, з якою ми все частіше стикаємося… Важливо, щоб ми всі встали й засудили це». КККП розслідує це повідомлення.